# Accenture

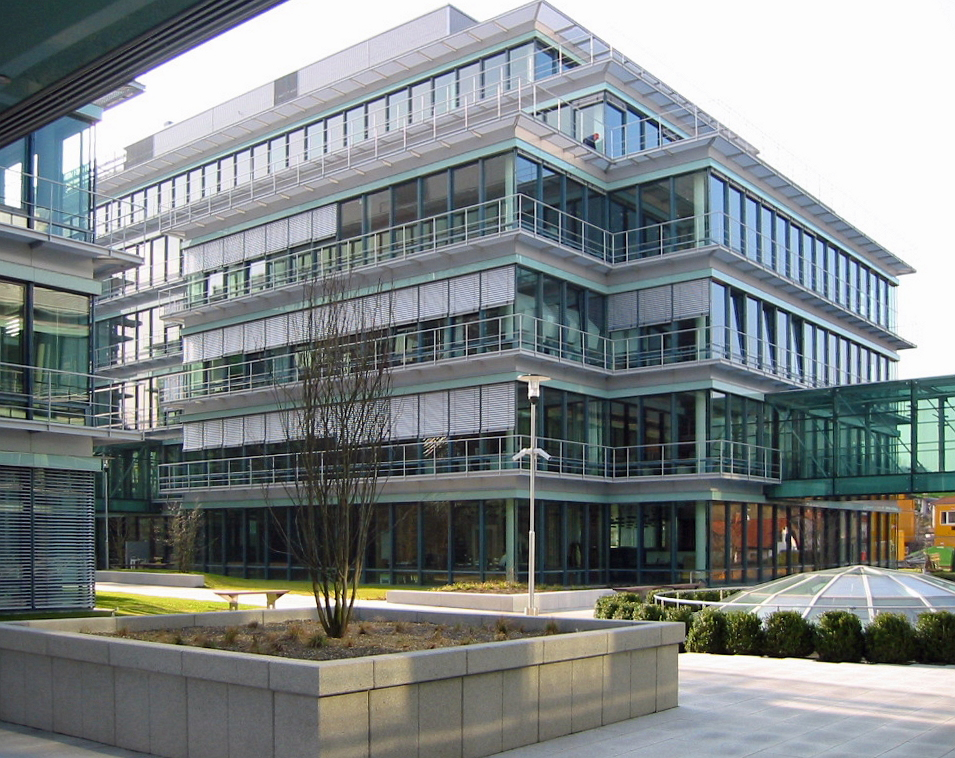
Hauptniederlassung Accenture ASG, Campus Kronberg im Taunus

Die Accenture Plc (ehemals Andersen Consulting) mit Sitz im irischen Dublin ist einer der weltweit größten Dienstleister im Bereich der Unternehmens- und Strategieberatung sowie Technologie und Outsourcing, mit etwa 799.000 (Dezember 2024) Mitarbeitern.
Das Unternehmen erwirtschaftete im Geschäftsjahr 2023 einen Nettoumsatz von insgesamt 64,112 Milliarden US-Dollar. In den Forbes Global 2000 der weltweit größten Unternehmen belegt Accenture Platz 288 (Stand: Geschäftsjahr 2023), im Fortune Global 500 den Platz 166 der weltweit umsatzstärksten Unternehmen (Stand: 2023). Das Unternehmen kam Mitte 2024 auf einen Börsenwert von ca. 212 Mrd. US$.

## Geschichte
Accenture begann als Geschäfts- und Technologieberatungsabteilung der Wirtschaftsprüfungsgesellschaft Arthur Andersen in den frühen 1950er Jahren in den USA, als sie eine Machbarkeitsstudie für General Electric zur Installation eines Computers im Appliance Park in Louisville (Kentucky) durchführte. Die Studie führte zur Installation eines UNIVAC-I-Computers und -Druckers. Joseph Glickauf, ein früher Pionier der Computerberatung, hatte eine Position als Leiter der Abteilung für Verwaltungsdienste von Arthur Andersen inne.
1989 wurden Arthur Andersen und Andersen Consulting separate Einheiten der Andersen Worldwide Société Coopérative (AWSC). In den 1990er Jahren kam es zu zunehmenden Spannungen zwischen Andersen Consulting und Arthur Andersen. Im August 2000 löste Andersen Consulting infolge des Abschlusses eines Schiedsverfahrens mit der Internationalen Handelskammer alle vertraglichen Bindungen mit AWSC und Arthur Andersen. Als Teil des Schiedsverfahrens zahlte Andersen Consulting 1,2 Milliarden US-Dollar an Arthur Andersen und musste seinen Namen ändern, was zur Umbenennung des Unternehmens in Accenture führte.
Das Unternehmen ging so am 1. Januar 2001 durch Namenswechsel aus der 1989 gegründeten Unternehmensberatung Andersen Consulting hervor. Der neue Name Accenture ist ein Kunstwort aus Accent on the future. Nach der Umwandlung in eine Aktiengesellschaft wird Accenture seit dem 19. Juli 2001 an der New York Stock Exchange unter dem Kürzel „ACN“ gelistet.
Seit dem 1. September 2009 firmiert der Konzern als Aktiengesellschaft nach irischem Recht und verlegte gleichzeitig seinen Sitz von den Bermuda-Inseln nach Dublin.

## Unternehmen
Zum Verwaltungsrat von Accenture gehört unter anderem Wulf von Schimmelmann, der ehemalige Vorstandsvorsitzende der Postbank.

### Finanzen
| Jahr | Umsatz in Mrd. USD$ | Jahresüberschuss in Mrd. USD$ | Bilanzsumme in Mrd. USD$ | Aktie in USD$ | Angestellte |
| ---- | ------------------- | ----------------------------- | ------------------------ | ------------- | ----------- |
| 2009 | 23,171              | 1,590                         | 12,256                   | 28.02         |             |
| 2010 | 23,094              | 1,781                         | 12,835                   | 35.20         |             |
| 2011 | 27,353              | 2,278                         | 15,732                   | 47.23         |             |
| 2012 | 29,778              | 2,554                         | 16,665                   | 54.58         |             |
| 2013 | 30,394              | 3,282                         | 16,867                   | 67.91         | 275.000     |
| 2014 | 31,875              | 2,941                         | 17,930                   | 74.87         | 305.000     |
| 2015 | 32,914              | 3,054                         | 18,203                   | 91.88         | 358.000     |
| 2016 | 34,798              | 4,112                         | 20,609                   | 108.54        | 384.000     |
| 2017 | 36,765              | 3,445                         | 22,690                   | 126.73        | 425.000     |
| 2018 | 39,600              | 4,060                         | 24,449                   | 159.92        | 459.000     |
| 2019 | 43,215              | 4,779                         | 29,790                   |               | 492.000     |
| 2020 | 44,327              | 5,108                         | 37,079                   |               | 506.000     |
| 2021 | 50,533              | 5,907                         | 43,180                   |               | 624.000     |

Accenture erzielte für das Geschäftsjahr 2020 einen Gewinn von rund 5,19 Milliarden US-Dollar bei einem Jahresumsatz von rund 44,33 Milliarden US-Dollar, was ein Wachstum von 4 % gegenüber dem Vorjahr darstellt. Die Aktien von Accenture wurden am 1. April 2021 für 278,34 US-Dollar pro Stück gehandelt. Die Marktkapitalisierung von Accenture wurde im April 2021 auf 185,13 Milliarden US-Dollar geschätzt.

### Accenture im deutschsprachigen Raum
In Deutschland arbeiten mehr als 11700 Mitarbeiter für Accenture. Der Hauptsitz befindet sich seit 2002 im „Campus Kronberg“ in Kronberg im Taunus bei Frankfurt am Main. Weitere Offices in Deutschland befinden sich in Berlin, Bonn, Braunschweig, Dresden, Düsseldorf, Erlangen, Essen, Frankfurt a. M., Gaimersheim, Hamburg, Hof (Saale), Jena, Kaiserslautern, Mannheim, München, Potsdam, Stuttgart, Wolfsburg und Würzburg. Innsbruck, Linz und Wien bilden die Offices für Österreich. In der Schweiz betreibt Accenture Offices an den Standorten Basel, Bern, Genf, Lausanne, Lugano und Zürich.
Accenture übernahm 2017 die Aktienmehrheit an der deutschen Digitalagentur SinnerSchrader. Ebenfalls wurde Ende 2018 die bis dahin siebtgrößte unabhängige Werbeagentur im deutschsprachigen Raum, Kolle Rebbe in Hamburg, übernommen. Beide Agenturen firmieren seit ihrer Übernahme unter dem neuen Namen Accenture Song.
Im Oktober 2020 wurde der IT-Dienstleister Salt Solutions aus Würzburg akquiriert.
Im Mai 2021 wurde Homburg & Partner mit Sitz in Mannheim übernommen. Im Oktober 2021 wurde Umlaut mit Sitz in Aachen übernommen. Im Jahr 2022 wurde die in Berlin ansässige Beratungsboutique Lexta übernommen und in die Accenture integriert.
Im November 2022 wurde die ERP-Sparte der Deutschen Telekom IT übernommen.
Im Januar 2023 kündigte Accenture die Übernahme der SKS Group (inklusive deren Töchter SKS Solutions, interexa, Innovative Banking Solutions und b²tec Software) mit Sitz in Hochheim am Main an.

## Auszeichnungen und Anerkennungen

### 2017
- Accenture belegte 2017 den 14. Platz (Vorjahr 15. Platz) in der Kategorie „Top 50 Unternehmen für Diversity“.[23]
- Accenture ist in 2017 laut Forbes eine der 12 besten Managementberatungen in den USA.[24]
- Accenture erreichte zum zweiten Mal in Folge (2016 und 2017) eine Top-10-Platzierung unter den besten Unternehmen für Frauen in Indien von Working Mother & AVTAR.[25]

### 2018
- Fortune bezeichnete im Jahr 2018 Accenture zum weltweit am meisten bewunderten Unternehmen in Information und Technologie Dienstleistungen.[26]
- CR Magazine kürte Accenture als Nr. 2 in die Top 100 der Liste der besten „Corporate Citizens“ für 2018.[27]
- Im Jahr 2018 wurde die Firma von Diversity Inc. auf den 9. Platz der Top-50-Unternehmen für Vielfalt gesetzt.[28]

## Berateraffäre
Im Zuge der Berateraffäre bei der Bundeswehr wird Accenture Vetternwirtschaft und möglicher Betrug vorgeworfen. Während der Beratung der Bundeswehr im Jahr 2017 soll Accenture Beratungsstunden für IT-Projekte doppelt abgerechnet haben. Dies sei zunächst nicht aufgefallen, weil unterschiedliche Behörden an den entsprechenden Rahmenverträgen beteiligt gewesen seien. Accenture soll durch die falschen Rechnungen mindestens 25.000 Euro zu viel abgerechnet haben.
Accenture weist die Vorwürfe des Betrugs zurück, da es sich um ein Versehen gehandelt habe, und will den Betrag zurückerstatten.
Von Februar 2019 bis Juni 2020 ermittelte der 1. Untersuchungsausschuss des Verteidigungsausschusses der 19. Wahlperiode des Deutschen Bundestages u. a. gegen Accenture und die Unternehmensberatung McKinsey. Der Ausschuss kam zu dem Ergebnis, dass Accenture unter Verstoß gegen die Vergaberichtlinien mit Beratung und Unterstützung beauftragt worden sei.